# Жаба бананова
Жаба бананова (Afrixalus laevis) — вид земноводних з роду Afrixalus родини Жаби-стрибунці.

## Опис
Загальна довжина досягає 2—3 см, інколи 4 см. Спостерігається статевий диморфізм: самиці дещо більші за самців. Голова велика з витрішкуватими очима. тулуб стрункий. Шкіра гладенька. Виділення шкіри дуже отруйні. Вдень ця жаба шоколадного забарвлення, з боків у неї широкі смуги з металевим блиском, які іноді ззаду, об'єднуючись, утворюють підкову. Вночі — червоно-коричнева з перламутровими плямами.

## Спосіб життя
Полюбляє вологі ліси. Веде деревний спосіб життя. На землю не спускається. Активна вночі. У неволі з настанням сутінок самці збираються на листках, що висять над водою, і виводять свої мелодійні трелі. При цьому вони штовхаються, пританцьовують навколо один одного і вдаряють себе по морді задніми ногами.
Готові до відкладання ікри самиці обирають самця, паруються з ним і відкладають 40 яєць в згорнутий за допомогою задніх лап лист. У деяких випадках кладку розташовано на іншому листі. Протягом літа є 4—5 кладок. На 12-й день виводяться личинки і падають у воду. Через 2—3 місяці з води виходять молоді жаби 18—20 мм завдовжки і на наступний рік стають статевозрілими.

## Розповсюдження
Мешкає у південно-західному і південному Камеруні, на північному сході Габону, в північній частині Демократичної Республіки Конго, на південному заході Уганди, на острові Сур в Екваторіальній Гвінеї. Інколи зустрічається у Центральноафриканській республіці, Республіці Конго, Руанді та Нігерії.